# Reconeixement aeri

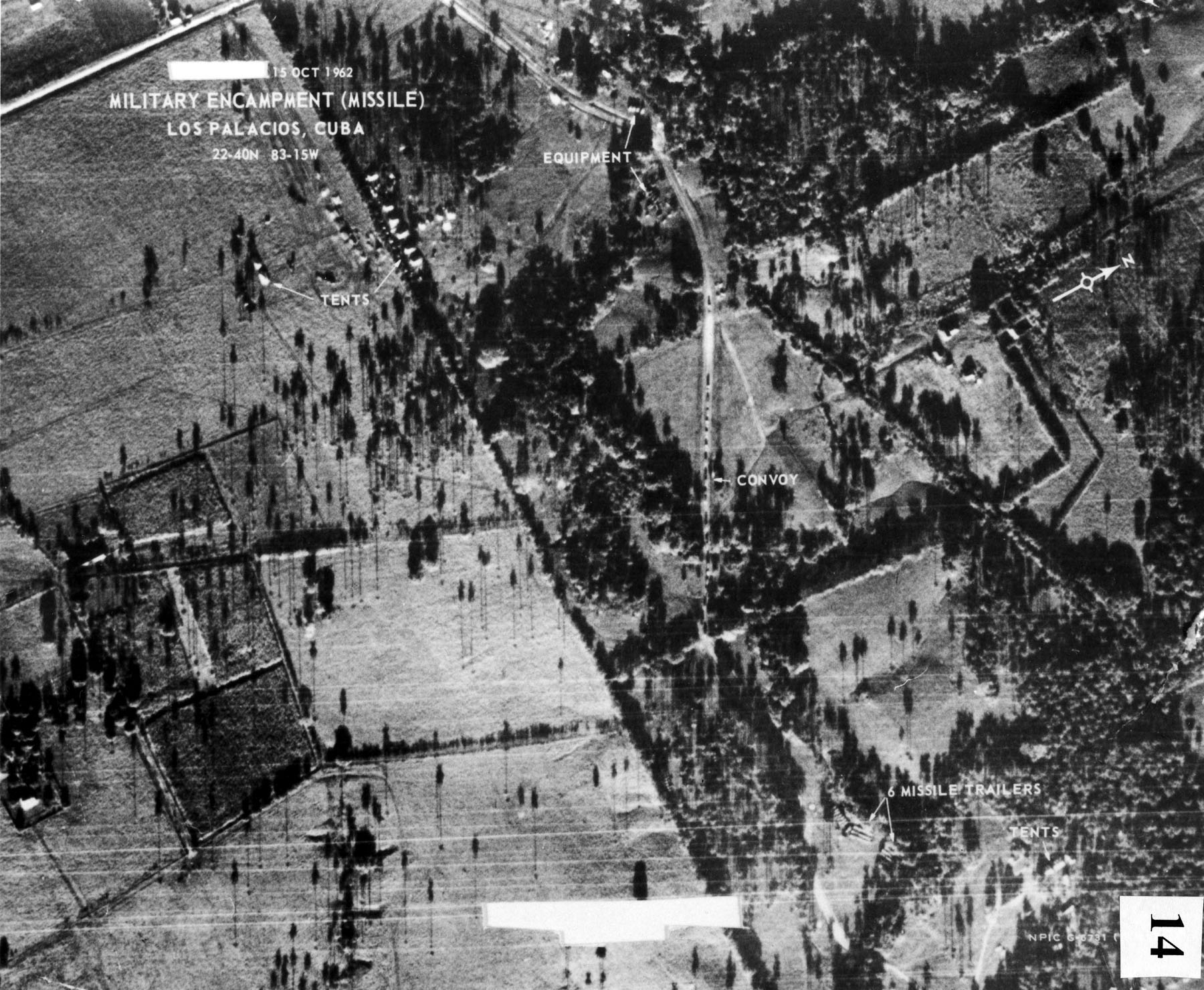
Comboi de camions soviètics desplegant un míssil prop de San Cristóbal de La Habana, Cuba, el 14 d'octubre de 1962. Aquesta foto va ser presa per un avió de vigilància Lockheed U-2.

El reconeixement aeri és la inspecció des de l'aire de determinades zones mitjançant avions de reconeixement o vehicles aeris no tripulats. Les seves funcions consisteixen a recollir intel·ligència d'imatges, intel·ligència de senyals i intel·ligència de mesures. Normalment requerit en tasques d'espionatge sobre potències enemigues a qui els fa, es va començar a utilitzar en la Primera Guerra Mundial. Comunament en l'actualitat s'usen per a la cartografia.